# Котранспортер
Контраспортер е интегрална клетъчна мембранна белтъчина, участваща във вторичния активен транспорт. Функционира, като се свързва към две молекули или йони едновременно, и използвайки градиента на концентрацията на едната от молекулите или йоните в даден разтвор, принуждава другата молекула да се придвижи срещу своя градиент.
- Понякога „котранспортер“ се припокрива със „симпортер“, но терминът „котранспортер“ се отнася едновременно и до антипортер, и до симпортер (но не и до термина „унипортер“). Думата „симпортер“ е конюнкция на гръцката представка „син-“ (или „сим-“), която обозначава „съвместност“ (симфония – „звучи заедно“, симпозиум – „еднаква поза“, симбиоза – „съвместен живот“) и отглаголното съществително „портер“ (на наглийски – „носач“). Оттам – и функцията на такава белтъчина е да „носи едновременно“ молекули (или йони). За да може която и да е белтъчина да извършва работа, трябва да усвои енергия от някакъв източник. По същество симпортерите нямат необходимост да разграждат АТФ, тъй като се възползват от потенциалната енергия на химичния градиент на едната молекула, като другата се придвижва, за сметка на първата. Като цяло процесът резултира в увеличаване на ентропията на системата.

- Протон – захарозните котранспортери са добър пример и са често срещани в клетъчните стени на растенията. АТФ-молекула от цитозола на клетката фосфорилира белтъчината-носител, като предизвиква конформационна промяна, която прекарва един протон (оголено водородно ядро) през клетъчната стена. Протонът се свързва с молекула захароза от извънклетъчната среда, след което пасивно преминава по градиента на собствената си концентрация обратно в клетката, като върши това в посока, обратна на градиента на захарозата.

|  | Тази страница частично или изцяло представлява превод на страницата cotransporter в Уикипедия на английски. Оригиналният текст, както и този превод, са защитени от Лиценза „Криейтив Комънс – Признание – Споделяне на споделеното“, а за съдържание, създадено преди юни 2009 година – от Лиценза за свободна документация на ГНУ. Прегледайте историята на редакциите на оригиналната страница, както и на преводната страница, за да видите списъка на съавторите. ВАЖНО: Този шаблон се отнася единствено до авторските права върху съдържанието на статията. Добавянето му не отменя изискването да се посочват конкретни източници на твърденията, които да бъдат благонадеждни. |